# Suha destilacija
Suha destilacija je isto što i destruktivna destilacija drveta ili ugljena bez pristupa zraka, pri čemu se velike molekule raspadaju na više manjih.